# 浅野文月
浅野 文月（あさの ふづき、男性、1977年7月11日 - ）は、日本の小説家。本名は非公表。

## 来歴
岩手県北上市にて出生、現在住。東京都文京区、西東京市、神奈川県相模原市出身。
20代でIPサイマル放送を考え、会社設立をしたことがある。衆議院議員秘書を経験。
2017年頃から文芸誌に投稿を始め、2020年11月に「鷲ノ巣」が岩手日報社発行の文芸誌『北の文学』 第81号入選掲載。2024年11月に「飛んだ男の残したものは」で『北の文学』優秀作賞受賞。岩手芸術祭小説部門においては、2021年に「海底の手記」、2023年に「ゲノーモス真教会」、2024年に「The White Book」が優秀賞に選ばれる。
毎年6月に開催される文学フリマ岩手にあわせて、浅野が編集をする文芸誌『No Book No Life』を文月書房（ふみつきしょぼう）のブース名で刊行している。

## 作品リスト

### 単著
- 『ディストーションラブ』（2023年6月、私家版、文月書房） 
  - ディストーションラブ（アルファポリス 電網浮遊都市 2022年11月20日-12月31日連続掲載）

- 『或る日』（2023年6月、私家版、文月書房）
  - 海の香り
  - 或る日（アルファポリス 電網浮遊都市 2022年5月19日掲載）
- 『無伴奏・本分』（2024年6月、私家版、文月書房）
  - 無伴奏
  - 本分
  - 八卦の命

### アンソロジー収録
「」内が浅野の作品
- 『Jigsaw2』（2021年6月、一本桜の会、ツーワンライフ）ISBN 978-4-909825-26-1
  - 「シンボル」
- 『No Book No Life - 0』（2023年6月、私家版、文月書房）
  - 「ストロベリーフィールズの扉」
  - 追悼・大江健三郎「わたしは大江健三郎をよくしらない」（文芸評論）
  - 「ChatGPT vs 四流作家」（掌編小説）
  - 「仏教と哲学と科学から考える死と祈り」（対談）
- 『No Book No Life - 1』（2024年6月、私家版、文月書房）
  - 特集・吉本隆明生誕100年「昭和17年宮沢賢治の旅 再現」（文芸評論）
  - 「自己啓発書ってホントに役に立つの？」（対談）
- 『No Book No Life - 2』（2025年6月、私家版、文月書房）
  - 特集・三島作品の題名で掌編を自由に創る「音楽」（ショートショート）

### 単著未収録作品
- 「鷲ノ巣」（岩手日報社『北の文学』第81号）ISBN 978-4-87201-612-3
- 「海底の手記」（第74回岩手芸術祭実行委員会『県民文芸作品集』第52号）
- 「ゲノーモス真教会」（第76回岩手芸術祭実行委員会『県民文芸作品集』第54号）
- 「飛んだ男の残したものは」（岩手日報社『北の文学』第89号）ISBN 978-4-87201-620-8
- 「The White Book」（第77回岩手芸術祭実行委員会『県民文芸作品集』第55号）